# Bernardo Germán de Llórente

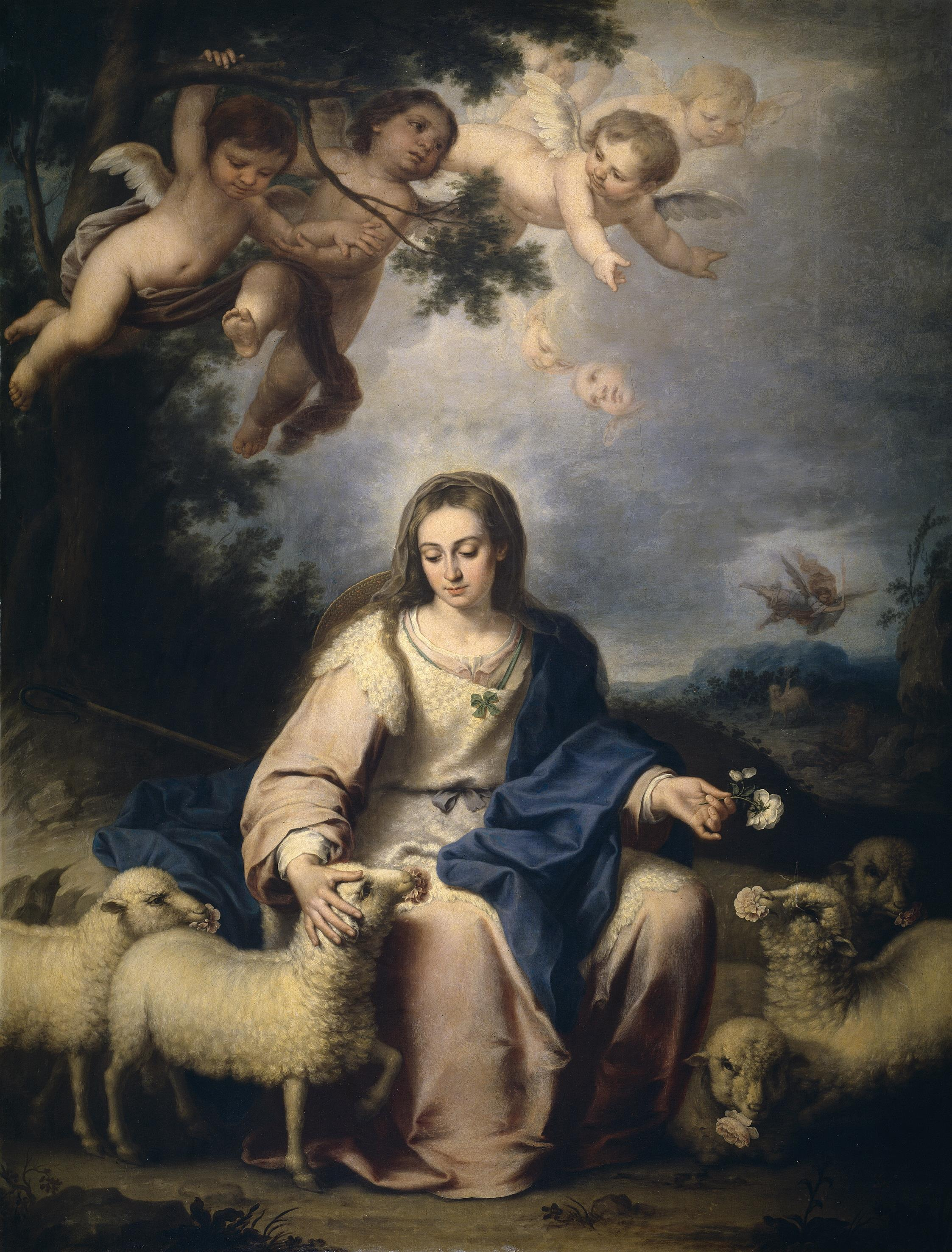
Păstorița divină

Bernardo Germán de Llórente  (n. anii 1680, Sevilla, Coroana Castiliei – d. 15 ianuarie 1759, Sevilla, Spania) a fost un pictor spaniol din perioada barocă târzie. A activat în Sevilla, unde a fost unul dintre discipolii lui Murillo și s-a făcut cunoscut cu picturile sale devoționale ale Fecioarei Maria. De asemenea, a pictat portrete și naturi statice cu efecte trompe-l'œil.

## Biografie
Bernardo Germán de Llórente s-a născut și a murit la Sevilla. Probabil că a studiat mai întâi cu tatăl său, iar apoi a fost elevul lui Cristóbal López, un modest „pictor de piață” care era considerat un adept al lui Murillo. A învățat de la maestrul său să imite în mod adecvat paleta lui Murillo.
Părintele Isidoro de Sevilla, un misionar capucin, i-a comandat o Fecioară în haine de cioban. Această pictură i-a adus faimă și multe cereri similare. A pictat-o atât de des pe Fecioara Maria ca păstoriță, încât a fost numit „pictorul păstorițelor” („el pintor de las pastoras”). În aceste lucrări s-a arătat un urmaș atât de fidel al lui Murillo, încât s-a crezut ani de zile că <i id="mwHA">Păstorița divină</i> realizată de el și aflată în Muzeul Prado a fost pictată de Murillo.

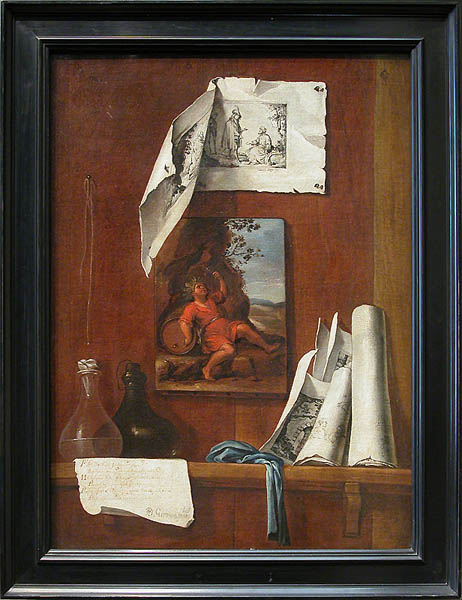
Vin sau Alegorie a gustului

Când curtea spaniolă a locuit la Sevilla, în jurul anului 1730, regina Isabel Farnese i-a cerut să picteze un portret al fiului ei, Don Filip. Portretul lui Don Filip pe când avea aproximativ 10 ani îl arată îmbrăcat la moda din acea vreme, într-o haină roșie cu bogate broderii argintii, stelele Sfântului Duh și o eșarfă albastru azuriu. Lucrarea arată influența pictorului de la curtea de Bourbon, Jean Ranc, pe care Llórente l-a cunoscut în timpul șederii sale la Sevilla.
Regina a fost atât de încântată de portret, încât i-a oferit mai multe cadouri, inclusiv setul de gravuri ale lui François Boucher cu Bătălia de la Alexandria. Llórente a fost chemat la Madrid de Filip al V-lea, care a dorit să-l numească pictor al curții. A refuzat această onoare, preferând o viață independentă. În 1735, a fost inclus în Academia Real de Bellas Artes de San Fernando.
Llórente era cunoscut pentru naturile sale statice trompe-l'œil, un gen destul de popular în Andaluzia la acea vreme. Un exemplu este Vinul sau Alegoria gustului de la Luvru. Această compoziție conține mai multe simboluri ale vinului și gustului. Gravura de pe perete este semnată de Pedro de Campolargo, un pictor și gravor flamand care a lucrat mai întâi la Anvers și apoi la Sevilla din 1640. Inscripțiile în latină conturează regulile unei vieți evlavioase.